# Oswald Heer

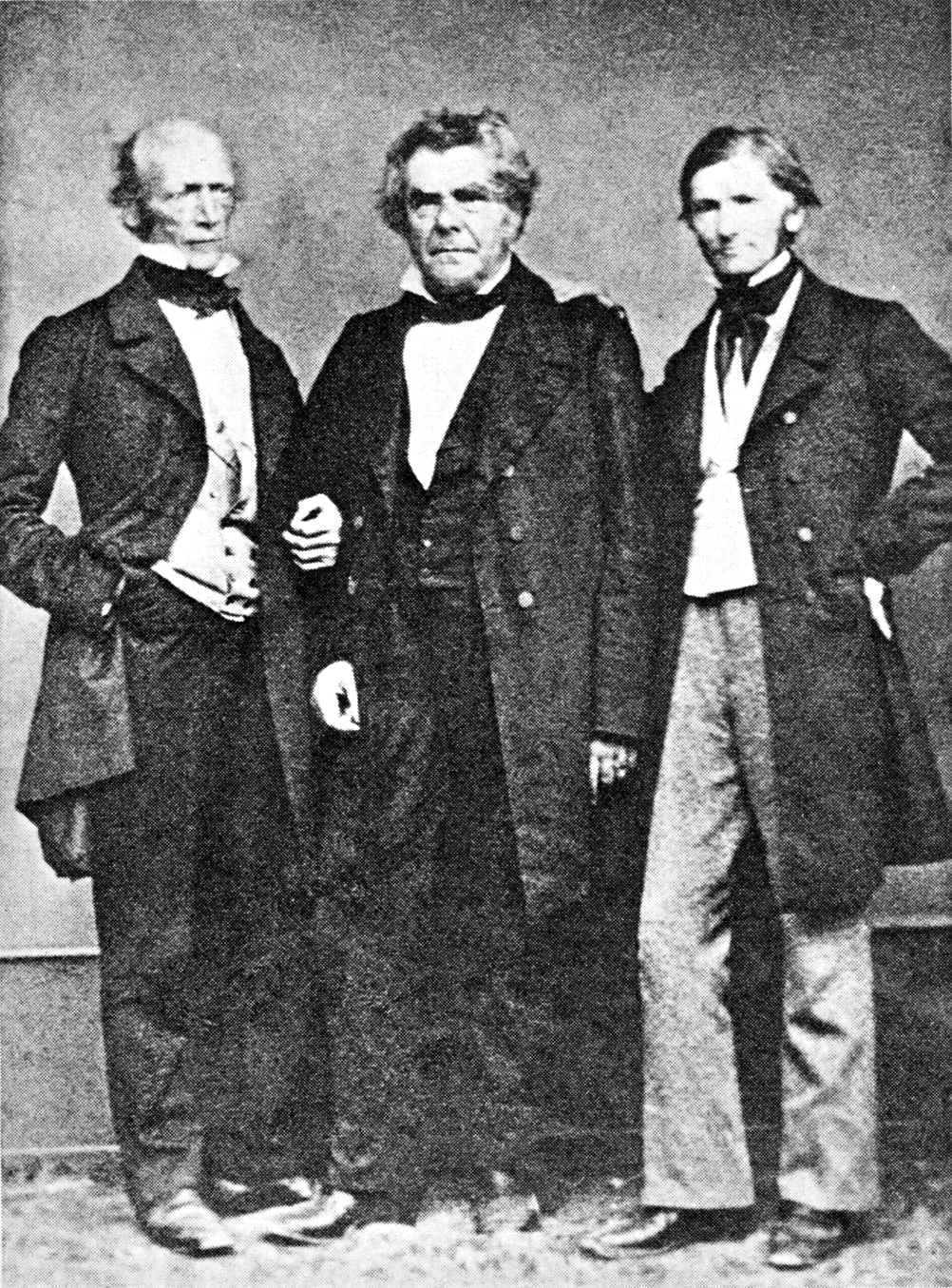
Stoją od strony lewej do prawej: Arnold Escher von der Linth, Peter Merian i Oswald Heer, dagerotyp przed 1872

Oswald Heer (ur. 31 sierpnia 1809 w Niederuzwil, zm. 27 września 1883 w Lozannie) – szwajcarski botanik, paleontolog i entomolog.
Badał granice występowania i rozmieszczenie roślin i zwierząt w regionach górskich oraz florę i faunę kopalną Szwajcarii i Arktyki. Krytyk teorii ewolucji Charlesa Darwina (1809–1882), której przeciwstawiał teorię nieregularnego i skokowego rozwoju organizmów (niem. Umprägungstheorie).

## Życiorys
Oswald Heer urodził się 31 sierpnia 1809 roku w Niederuzwil w rodzinie pastora Jakoba Heera (1784–1864) i jego żony Susanny (1786–1820) . W 1811 roku Heerowie przeprowadzili się do Glarus, rodzinnego miasta ojca, gdzie pastor założył i przez pięć lat prowadził placówkę oświatową . W 1816 roku rodzina przeniosła się do niewielkiej alpejskiej wioski Matt w Sernfthal, i tam Heer spędził dzieciństwo . Jako dziecko wykazywał silne zainteresowania przyrodą – opiekował się zwierzętami domowymi i pszczołami, zbierał i identyfikował chrząszcze, motyle i rośliny alpejskie . Kształcił się w domu – ojciec udzielał mu lekcji w zakresie wszystkich przedmiotów gimnazjalnych .
W 1828 roku wyjechał na studia teologiczne na Uniwersytet w Halle, po drodze zatrzymując się we Frankfurcie nad Menem, gdzie sprzedał swoje zbiory roślin alpejskich Senckenberg Gesellschaft für Naturforschung . Podczas studiów równolegle rozwijał zainteresowania przyrodnicze, odbywając wiele podróży studialnych, m.in. na północ Niemiec i w góry Harzu . W okresie tym nawiązał znajomość m.in. z niemieckim agronomem Carlem Sprenglem (1787–1859), entomologami Ernstem Friedrichem Germarem (1786–1853) i Hermannem Rudolfem Schaumem (1819–1865) oraz botanikiem Franzem Wilhelmem Junghuhnem (1809–1864) .
W 1831 roku przyjął święcenia kapłańskie w Saint Gallen . W 1832 roku zamożny kupiec Heinrich Escher-Zollikofer (1776–1853) z Zurychu zlecił mu uporządkowanie swojej dużej kolekcji owadów . W tym samym czasie otrzymał posadę pastora w Schwanden . Wówczas jednak Heer zdecydował się poświęcić pracy przyrodnika i na lata związał się z Zurychem .
W latach 1831–1835 odbył wyprawy m.in. w Alpy Glarneńskie i Alpy Urneńskie, gdzie badał granice wysokości występowania flory i fauny . Wówczas dokonał pierwszych wejść na szczyty Piz Linard (3411 m n.p.m.) w Alpach Retyckich i Piz Palü (3899 m n.p.m.) w Berninagruppe . Jego wydana w 1835 roku praca Die Vegetationsverhältnisse des südöstlichen Theiles des Cantons Glarus była pierwszą regionalną monografią botaniczną Szwajcarii . W 1840 roku dokończył dzieło Flora der Schweiz rozpoczętą przez Johannesa Jacoba Hegetschweilera (1789–1839) . Jego praca Fauna Coleopterorum Helvetica została uznana za pionierską dla entomologii Szwajcarii.
Równolegle zainteresował się paleontologią, identyfikując skamieniałe rośliny i owady ze złóż trzeciorzędowych w Szwajcarii i Öhningen w południowej Badenii, a później także ze złóż wcześniejszych . Opracowywał materiały z wypraw do obszarów polarnych (Grenlandii, Spitsbergenu, Nowej Ziemi, północnej Syberii, Alaski i północnej Kanady, a także zbiory z Madery, Portugalii, Anglii, Niemiec, Węgier i Sumatry . W 1855 roku opublikował dzieło Urwelt der Schweiz o charakterze popularno-naukowym dla szerszego grona czytelników .
Korespondował z wieloma naukowcami, m.in. szwajcarskim paleobotanikiem Charles’em-Théophile’em Gaudinem (1822–1866), brytyjskim geologiem Charlesem Lyellem (1797–1875), botanikiem Josephem Daltonem Hookerem (1817–1911), Johnem Lubbockiem (1834–1913), Charlesem Darwinem (1809–1882) i George’em Darwinem (1845–1912). Na podstawie badań z 1855 roku, w przeciwieństwie do idei Charlesa Darwina (1809–1882), postulował teorię nieregularnego i skokowego rozwoju organizmów (niem. Umprägungstheorie) .
W 1834 roku objął funkcję dyrektora Ogrodu Botanicznego w Zurychu i rozpoczął wykłady z botaniki i entomologii na założonej rok wcześniej uczelni . W 1835 roku został profesorem nadzwyczajnym botaniki i entomologii , a w 1852 roku profesorem zwyczajnym . W 1838 roku poślubił Margarethe Trümpy . W 1855 roku został profesorem Politechniki Federalnej w Zurychu . Prowadził zajęcia z zakresu botaniki, entomologii i paleontologii . W 1850 roku zapadał na ciężką chorobę płuc i zmuszony był spędzić 8 miesięcy na Maderze, by poprawić swój stan zdrowia . W latach 1850–1868 był radnym rady kantonu Zurychu .
Po powrocie współpracował ze szwajcarskimi geologami Arnoldem Escherem von der Linthem (1807–1872) i Peterem Merianem (1795–1883), z którymi w 1856 roku odbył wyprawę do Austrii i północnych Włoch, a w 1861 roku do Anglii . W 1870 roku odnowiły się jego problemy zdrowotne, a pobyt na południu Europy nie przyniósł poprawy . W 1882 roku zmuszony był zrezygnować ze wszystkich sprawowanych funkcji .
Zmarł 27 września 1883 roku w Lozannie .

## Publikacje
Wybór publikacji za Neue Deutsche Biographie :
- 1835 – Die Vegetationsverhältnisse des südöstlichen Theiles des Cantons Glarus
- 1838 – Die Käfer der Schweiz, [w:] „Denkschriften der schweizerischen Naturforschenden Gesellschaft”, 2
- 1840 – Die Käfer der Schweiz, [w:] „Denkschriften der schweizerischen Naturforschenden Gesellschaft”, 4
- 1841 – Die Käfer der Schweiz, [w:] „Denkschriften der schweizerischen Naturforschenden Gesellschaft”, 5
- 1845 – Über die obersten Grenzen des pflanzlichen und tierischen Lebens in unseren Alpen, [w:] „Neujahrsblatt der Naturforschenden Gesellschaft in Zürich”
- 1846 – Der Kanton Glarus (razem z J.J. Blumerem (1819–1875))
- 1855 – Urwelt der Schweiz
- 1855 – Flora tertiaria Helvetiae, tom 1
- 1856 – Flora tertiaria Helvetiae, tom 2
- 1859 – Flora tertiaria Helvetiae, tom 3
- 1866 – Die Pflanzen der Pfahlbauten
- 1868–1883 – Die fossile Flora der Polarländer (7 tomów)
- 1877 – Flora fossilis Helvetiae
- 1884 – Über die nivale Flora der Schweiz, [w:] „Denkschriften der schweizerischen Naturforschenden Gesellschaft”, 29

## Członkostwa, nagrody i odznaczenia
- 1862 – członek Amerykańskiego Towarzystwa Filozoficznego[7]
- 1866 – członek korespondencyjny Bawarskiej Akademii Nauk[8]
- 1869 – członek Académie royale des Sciences, des Lettres et des Beaux-Arts de Belgique[9]
- 1873 – członek Niemieckiej Akademii Przyrodników Leopoldina (niem. Deutsche Akademie der Naturforscher Leopoldina)[10]
- 1874 – Medal Wollastona Londyńskiego Towarzystwa Geologicznego[11]
- 1877 – członek Amerykańskiej Akademii Sztuk i Nauk[12]
- 1877 – Royal Medal Towarzystwa Królewskiego w Londynie (ang. Royal Society of London)[13]
- 1881 – członek Francuskiej Akademii Nauk[14]
- członek korespondencyjny Rosyjskiej Akademii Nauk[15]

## Upamiętnienie
Na cześć Heera nazwano obszar w południowo-wschodniej części Spitsbergenu – Heer Land.